# Villerouge-Termenès
Villerouge-Termenès är en kommun i departementet Aude i regionen Occitanien  i södra Frankrike. Kommunen ligger  i kantonen Mouthoumet som ligger i arrondissementet Carcassonne. År 2022 hade Villerouge-Termenès 163 invånare.

## Befolkningsutveckling
Antalet invånare i kommunen Villerouge-Termenès
Referens: INSEE

## Galleri

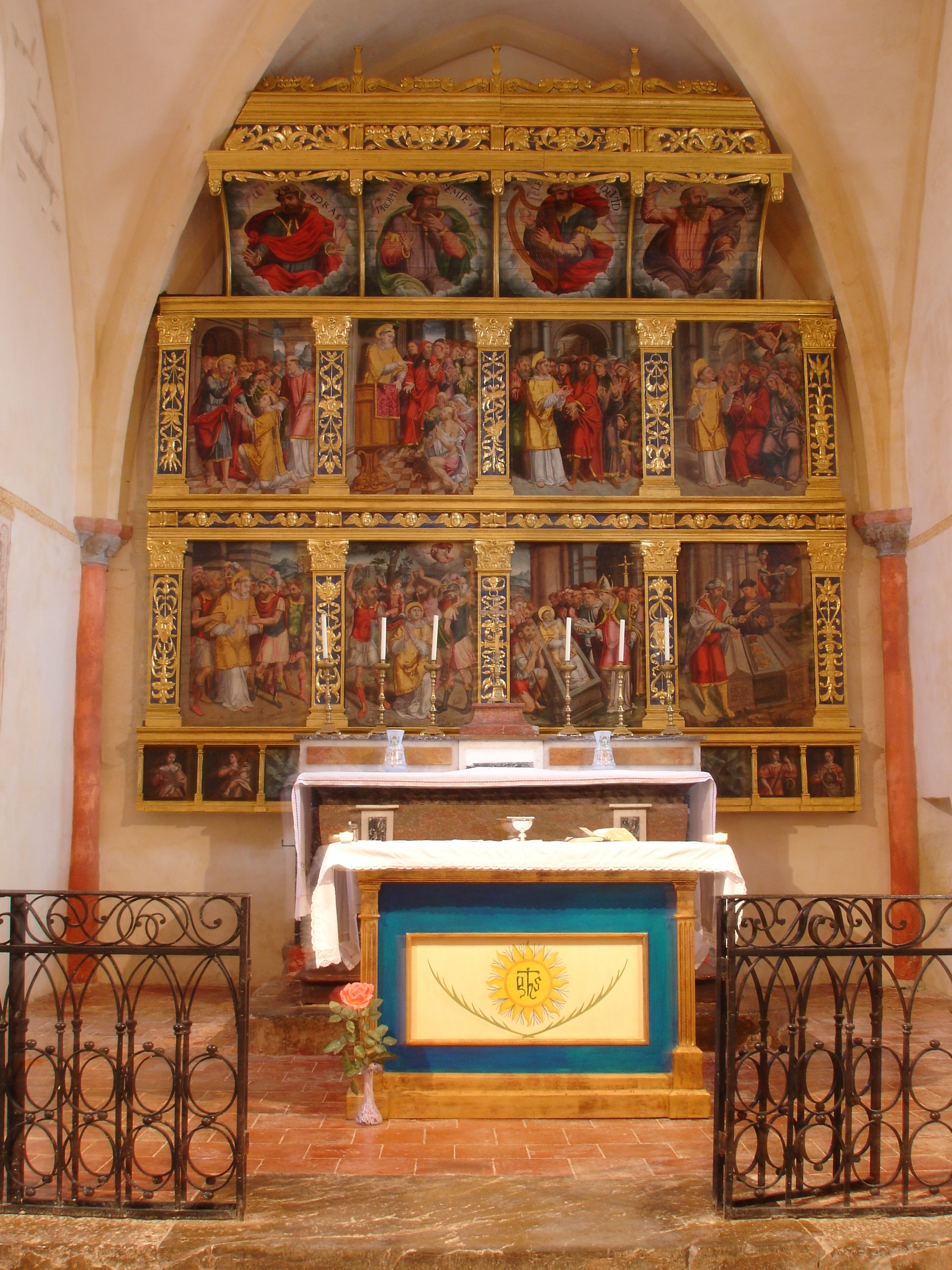
Kyrkans interiör.